# Пещ (съзвездие)
Вижте пояснителната страница за други значения на Пещ.
Пещ е южно съзвездие, въведено през 18 век. Първоначално името му е Fornax Chemica, „химическа пещ“ на латински.